# ムハンマド風刺漫画掲載問題
ムハンマド風刺漫画掲載問題（ムハンマドふうしまんがけいさいもんだい）とは、2005年9月にデンマークの日刊紙に掲載されたムハンマドの風刺漫画を巡り、イスラム諸国の政府および国民の間で非難の声が上がり外交問題に発展した事件をさす。イスラム教を風刺する内容であった。同様な問題が、2007年8月18日にスウェーデンでも発生した。こちらの問題はすでに沈静化しているが、一部のスウェーデン地方紙に激しい抗議が行われた。

## 発端
デンマークで最多の発行部数を誇る高級紙であり一般的に保守的な論調を有しているとされるユランズ・ポステンは、2005年9月30日の紙面にムハンマドの風刺画を掲載した。この風刺画はムハンマドの12のカリカチュアからなり、それらの中にはターバンが爆弾に模されているなど、イスラーム過激派を連想させるものがあった。
この風刺画掲載に至る経緯は次のようなものである。作家・ジャーナリストのカーレ・ブリュイトゲンがムハンマドの生涯を扱う児童向けの本を書いた際、この本への挿絵の執筆を依頼されたイラストレーターたちは偶像崇拝が禁じられているイスラム教徒からの反発を恐れ誘いを断った。ブリュイトゲンは3人に断られ、1人に「匿名でなら描く」と返答された。ブリュイトゲンの話は2005年9月17日にポリティケン紙によって報じられ、言論の自由を誇りとする一方、増加するムスリム移民とその文化に警戒を隠さないデンマーク国内において、自己検閲をめぐる議論を起こした。この経緯を聞いたユランズ・ポステンの編集者はイスラム教社会における自己検閲を巡る問題を提起しようと考え、ムハンマドの風刺画の執筆を複数の風刺画作家に依頼、12名がそれに応じて問題の漫画が紙面に掲載された。

## 風刺画の詳細
問題の戯画にはデンマーク語で「ムハンマドの顔」を意味する題がつけられている。記事は12の戯画（その全てがムハンマドであると特定できるわけではない）およびユランズ・ポステン文化担当編集者のフレミング・ローズのコメントで構成されている。コメントは次のとおり。
12の戯画を記事における位置に従って時計回りに説明する（実際の画像）。
- ムハンマドの顔にイスラムの星、三日月が描かれている。右目が星、三日月は顔の輪郭を覆っている。
- ターバンが爆弾に模されたムハンマドの顔。点火されている導火線およびイスラムの教義が描かれている。12の戯画のうち最も議論を呼んだものとされ、その作者である漫画家クルト・ベスタゴーは、後述のように繰り返し一命を狙われることになった。
- 三日月状のハロを頭に添えて立つムハンマド。三日月の中間部はぼやけており、残りの部分は角のように見える。
- 5つの横顔の殴り書き。それぞれの顔はダビデの星と三日月で構成され、短文が付されている。"予言者よ、この野郎!女どもはちゃんと縛り付けておけよ!"
- 日が没しつつある砂漠を放浪するムハンマド。後方にはロバが見える。
- 神経が高ぶっている漫画家がムハンマドの顔をかきながら周囲を気にしている。
- 剣と爆弾を手にしている2人の怒り狂ったムスリムに対して、指導者が話しかけている。"落ち着きたまえ友よ。結局のところこれは南ユトランドの不信心者の書いた絵にすぎん。"
- 黒板を背にするアラブ風の少年。 舌を突き出し黒板に書かれた文を指している。"ユランズ・ポステンは反動工作員の集まりだ。"少年には"ムハンマド、ヴァルビー・スクール、7.A"とあり、この子が移民の二世であることを示唆している。ヴァルビーはコペンハーゲン郊外の移民が多く住む地区として知られる。
- 短いサーベルを持ち、検閲により目が隠されたムハンマドの顔。2人の女性に挟まれている。
- 雲上に立ち、2人の自爆テロ犯を迎えるムハンマド。"待て、処女はもういないぞ!" 自爆テロを煽動する者が、殉教者は死後に処女のいる天国[3]へといけると教えていること[4]への揶揄。

- ターバンをつけたカーレ・ブリュイトゲンの頭にオレンジが落下している。
- 中央、題字の下にはターバンをつけた7名の人物が警察の面通しを受けている。『うーん。どれが彼なのか分からないな。』7人の人物はそれぞれ: (1) ヒッピー、(2) ピア・クラスゴー（Pia Kjærsgaard、政治家）、(3) イエス、(4) ブッダ、(5) グールー、(6) ムハンマド、(7) カーレ・ブリュイトゲン。

## イスラム教社会からの抗議
掲載された直後、デンマークのムスリムは反発した。10月19日にはアラブ諸国の11人の大使がデンマーク首相アナス・フォー・ラスムセンに「デンマーク国内の反イスラム教・反ムスリムキャンペーン」について話し合いをするため面会を求めたが、首相は「政府はマスコミにあなたたちの求めるような法的手段を取ることはできない」と面会を断った。既に10月17日にはエジプト紙エル・ファグル（El Fagr）が問題の風刺画を転載するなど、イスラム諸国に反発が広まりつつあった。
10月27日には、デンマーク国内のムスリム団体などが警察に、風刺画掲載は刑法違反であると告発した（デンマーク刑法170条は、合法的にデンマークにある宗教の教義や崇拝に対し、何人も公開の場であざけったり感情を害させたりしてはならないと定めている。266条bは、その宗教を理由に人々を脅かすような主張や情報を散布してはならないと定めている）。2006年1月6日、地元捜査官は、「この問題には表現の自由を考慮に入れなければならない。表現の自由があっても信仰の自由などに十分な配慮を行わない場合は該当の条項に違反するが、今回の場合は違反とはいえない」と捜査を打ち切った。
こうしたムスリムの反風刺画の動きは、ムスリム団体へ脅迫の手紙が出されたり、ウィークエンド・アビセン誌による更に攻撃的な画像掲載につながったという。政府やユランズ・ポステンの対応に不満を持ったイマームたちは、問題の風刺画を掲載してデンマーク国内の状況を説明した43ページのパンフレットを作成し中東への旅に出た。2005年12月6日のイスラム諸国会議機構会議でこのパンフレットは各国代表に渡され、エジプト大使は後にこのパンフレットに基づきデンマーク外相に抗議した。そのパンフレットに掲載された「侮辱的な風刺画」の中には、勘違いによる他の画像や捏造された画像も混じっていたことが明らかになっている。

## 問題の拡大

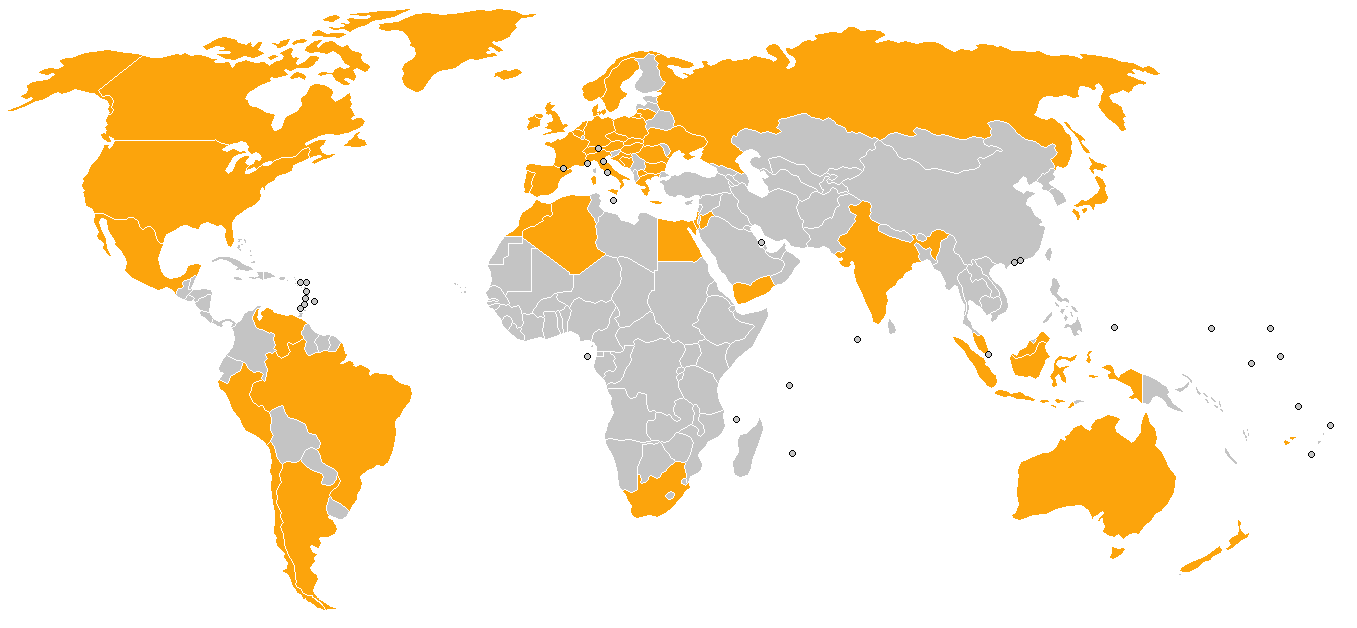
オレンジは戯画の再掲載を行った新聞が存在する国。丸印は面積が小さいため地図に反映されない国又は地域を示す。

2006年に入ると問題は拡大し、口コミや携帯電話のショートメッセージサービス（SMS）で風刺画問題や抗議の呼びかけが広がった。シリアやレバノンでは、1月末から大規模な抗議運動に発展した。これらの国でデンマーク大使館や領事館に対するデモや放火が起こり、イスラム諸国でデンマーク製食品などの不買運動に拡大した。これに対し、欧州各国の新聞、雑誌が「表現の自由をあくまで擁護する」との立場からこれらの風刺画を相次いで転載したことにより、世界中のイスラム社会にさらに大きな憤慨を巻き起こした。
偶像崇拝禁忌において一番にタブー視されていることは対象となる者の顔を描く事である。ムハンマドを描くこと自体でも十分問題ではあるが、その顔を描いた事に対しイスラム教徒は多大な憤りを覚えている。風刺の内容も彼らにとって無論、侮辱的ではあるが、それ以上にムハンマドの顔を描いたということに対し憤慨していると解釈するのが妥当であろうとする説もある。歴史的には、中央アジア・イランでのテュルク・モンゴル系のイスラム政権では14世紀以降、挿絵入りの歴史書や預言者伝、聖者伝などが大量に作成されたが、そこにはムハンマド自身の姿も描かれた。預言者ムハンマドや聖者（ワーリー）の奇蹟譚は広く愛好・賞揚された。例えばイルハン朝後期にラシードゥッディーンによって編纂された世界史『集史』の預言者ムハンマドの伝記についての部分では、ムハンマド自身も描かれている。この種の挿絵写本の伝統はティムール朝、サファヴィー朝、オスマン朝、ムガル朝などへも受け継がれた。しかし、これらの例はまだ「西欧の衝撃」に対するカウンターアクションとしての「イスラム復興運動」がイスラム世界に興隆する以前のことであり、同じレベルで議論することはできない。
リビア、サウジアラビア、シリアの在デンマーク大使は本国に召還された。イランはこれを受け、デンマークとの一切の通商を断絶すると発表した。2006年2月6日にはイランの首都テヘランのオーストリア、デンマーク両大使館にデモ隊が殺到し、火炎瓶などを投げつけた。アフガニスタンやパキスタン、リビア、ナイジェリアなどのデモでは、鎮圧する警察などとの間に激しい争いがおき、死者が出る騒ぎになったほか、キリスト教教会も襲撃された。デモでは、デンマークや風刺画を転載した欧州諸国のみならず、アメリカ合衆国もデモの対象になった。デンマークはこのデモでイスラム圏にいる国民に退去を呼びかけたが、不買運動を通じ農産品・食品などの輸出に多くの損害を出し、アーラ・フーズのような乳製品企業は中東市場でのボイコットで打撃を受けた。
ムスリムおよびデンマークのリベラル派はユランズ・ポステンが報道の自由の権利を誤用していると非難している。これに対してユランズ・ポステンはムスリムの感情を傷付けたことを謝罪したが、どのような風刺であれタブーとしてはならないとしている。ただし、ニューズウィークの取材に編集長が「デンマークでは教会や神に対する中傷は禁止されている」と答えたため、二重基準（ダブル・スタンダード）ではないかと批判された。
イスラエルと対立するパレスチナなどの中東のイスラム社会では、欧州で（ユダヤ人を迫害した）ナチスやヒトラーについて出版、表現を制限しているのに、イスラムへの冒涜に対して表現の自由を標榜するのは二重基準であるとの反発が強まっている。イランの大手新聞「ハムシャフリー」は2006年2月6日、ムハンマド風刺画に対して「ホロコースト風刺画」コンテストを行い西側の表現の自由の限界を試すと表明した。11月1日にモロッコの作家が大賞を受賞したことが発表され、中東や欧州、南米の作家に各賞が渡った。イランでは保守派はこのコンテストに賛意を表明したものの、改革派は風刺画問題に対する間違った対応だとして批判した。
2007年8月18日には、スウェーデン・オレブロ市の地方紙ネリケス・アレハンダ（Nerikes Allehanda）がムハンマドの風刺画を載せたことに対して、サウジアラビアのイスラム団体、エジプト、イランなどのイスラム諸国がスウェーデン政府及び新聞社に対し抗議を行った。9月12日、スウェーデンのサウジ大使が謝罪を行ったとフランスの通信社が報道した事等により事態は沈静化したが、スウェーデン政府は謝罪を拒否している。風刺画はその他の地方紙でも掲載されている。
2008年2月12日、デンマーク治安当局は風刺漫画を描いた漫画家のうちの一人（クルト・ベスタゴーとされている）の暗殺を計画した容疑で5人を逮捕した。計画そのものは未遂に終わっている。これを受け、翌13日には同国の大小15紙がムハンマドの風刺画を一斉に再掲載し、問題の再燃が懸念されている。
2008年6月2日、パキスタン・イスラマバードのデンマーク大使館への自爆テロが発生、死者6人を出した。国際テロ組織アルカーイダは同4日、インターネットでムハンマド風刺への報復とする犯行声明を出した。
2010年1月3日、風刺漫画を描いた漫画家クルト・ベスタゴーの自宅に、斧で武装した男が押しいったが、駆けつけた警察官に取り押さえられた。男はソマリア人であり、地元警察によるとイスラム系武装組織に関与している。過激イスラムグループの「アル・シャバーブ」は、攻撃をたたえるコメントをAFP通信に出している。
2010年12月11日、スウェーデン・ストックホルムでストックホルム爆破事件が発生、二人負傷。スウェーデン外相は自爆テロと声明を発表。犯人はイラク系スウェーデン人。警察に送った電子メールで犬に模したムハンマドを制作した風刺画制作者を非難していた。スコットランドヤードは、反テロリズム法に基づき過去に住んでいたロンドン郊外の自宅を家宅捜索した。北欧諸国で史上初の自爆テロとなった。

## 欧州とイスラムの対立
デンマークのアナス・フォー・ラスムセン首相は「いかなる宗教であれ冒涜するのは許されない」と述べ、問題の解決の為、最大限の努力を払うと述べている。しかし、右派政権を率いるラスムセン首相は、これまでも移民やイスラム圏に強圧的な態度を示して国民に人気を博しており、2005年の風刺画問題発生時に、断固デンマークと西洋の価値観を通すことで外圧に強いという政治的イメージを国民に与える意図から、イスラム教徒やアラブ諸国からの議論に応じなかった。このため、イスラムに対し弱腰に転じたり、国内メディアにイスラム教徒に対する配慮を求める可能性は低く、デンマークの国民感情も世論も二分した。
ムスリム側は宗教に対する批判を受け入れる風潮が弱く、風刺画問題によってこれまで欧米から受けてきた屈辱感が更に刺激されているという主張もある。こうした感情から、これまでのデンマーク側の遺憾表明を受け入れていないという見解もある。デンマーク党の政治家は、シリアやイランのような国での大規模デモは官製デモであるとして、これらの国家が風刺画を利用しムスリムと西洋の対立を深めようとしていると非難した。デンマーク国内のイスラム指導者の一部は、デンマークのメディアに出演した際は暴動を起こしたムスリムを批判しながら、アラブ圏のメディアに出演した際はデンマーク制裁を求めるなど、騒ぎをデンマーク国内から世界へ拡大するための矛盾した言動があると非難された。